# Saint-Benoît (Réunion)
Saint-Benoît este un oraș francez, sub-prefectură a departamentului Réunion din Oceanul Indian. 
1. ↑  répertoire géographique des communes, accesat în 26 octombrie 2015
2. ↑  dataset of postal codes in France, 1 octombrie 2018